# ليه فورستر
ليه فورستر (بالإنجليزية: Les Forster)‏ (22 يوليو 1915 في المملكة المتحدة - 1986) هو لاعب كرة قدم بريطاني (وحمل سابقاً جنسية المملكة المتحدة لبريطانيا العظمى وأيرلندا) في مركز الوسط. لعب مع نادي بلاكبول ونادي يورك سيتي وBlackhall Colliery Welfare F.C. ‏ ونادي غيتزهد.

## وصلات خارجية
- ليه فورستر على موقع قاعدة بيانات كرة القدم.إي يو (الإنجليزية)